# Davichi
Davichi (hangul: 다비치) är en sydkoreansk tjejgrupp bildad 2008 av Core Contents Media. Gruppen består av duon Lee Hae-ri och Kang Min-kyung.

## Karriär
Bandet bildades i huvudstaden Seoul år 2008 och består av två medlemmar, Lee Hae-Ri och Kang Min-Kyung. De har släppt två studioalbum och tre EP-skivor. De har även spelat in låtar med flera andra koreanska artister och grupper. Deras debutalbum Amaranth släpptes den 4 februari 2008. Det andra albumet Vivid Summer Addition som kom den 7 juli 2008 är en ny version av debutalbumet med fler låtar. Vid Mnet Asian Music Awards år 2008 tog de emot priset för bästa nya kvinnliga musikgrupp. År 2011 släppte de låten "We Were In Love" tillsammans med gruppen T-ara. Den officiella musikvideon hade fler än 3 miljoner visningar på Youtube i augusti 2012.

## Medlemmar
| Födelsenamn    | Födelsenamn | Födelsedatum     |
| Romanisering   | Hangul      | Födelsedatum     |
| -------------- | ----------- | ---------------- |
| Lee Hae-ri     | 이해리      | 14 februari 1985 |
| Kang Min-kyung | 강민경      | 3 augusti 1990   |

## Diskografi

### Album
| Albuminformation                                                      | Topplacering          |
| Albuminformation                                                      | Sydkorea (Gaon Chart) |
| --------------------------------------------------------------------- | --------------------- |
| Amaranth (Studioalbum) - Nyutgåva: Vivid Summer Edition (7 juli 2008) | —                     |
| Davichi in Wonderland (EP-skiva) - Släppt: 5 mars 2009                | —                     |
| Innocence (EP-skiva) - Släppt: 6 maj 2010                             | 4                     |
| Love Delight (EP-skiva) - Släppt: 29 augusti 2011                     | 3                     |
| Mystic Ballad (Studioalbum) - Släppt: 18 mars 2013                    | 3                     |
| 6,7 (EP-skiva) - Släppt: 19 juni 2014                                 | —                     |
| Davichi Hug (EP-skiva) - Släppt: 21 januari 2015                      | 5                     |
| 50 x Half (EP-skiva) - Släppt: 13 oktober 2016                        | 9                     |

### Singlar
| År   | Titel                               | Topplacering          |
| År   | Titel                               | Sydkorea (Gaon Chart) |
| ---- | ----------------------------------- | --------------------- |
| 2008 | "I Love You Even Though I Hate You" | —                     |
| 2008 | "Sad Promise"                       | —                     |
| 2008 | "Sad Love Song"                     | —                     |
| 2008 | "Love and War"                      | —                     |
| 2009 | "8282"                              | —                     |
| 2010 | "Time, Please Stop"                 | 1                     |
| 2010 | "From Me to You"                    | 3                     |
| 2011 | "Don't Say Goodbye"                 | 1                     |
| 2011 | "We Were in Love" (med T-ara)       | 1                     |
| 2012 | "I'll Think of You"                 | 2                     |
| 2012 | "Do Men Cry"                        | 2                     |
| 2013 | "Turtle"                            | 1                     |
| 2013 | "Just Two of Us"                    | 2                     |
| 2013 | "Be Warmed" (med Verbal Jint)       | 1                     |
| 2013 | "Missing You Today"                 | 2                     |
| 2013 | "The Letter"                        | 1                     |
| 2014 | "Again"                             | 3                     |
| 2014 | "Pillow"                            | 11                    |
| 2014 | "Don't Move"                        | 20                    |
| 2015 | "Cry Again"                         | 1                     |
| 2015 | "Sorry, I'm Happy"                  | 5                     |
| 2015 | "Two Lovers" (med Mad Clown)        | 2                     |
| 2015 | "White" (med Jay Park)              | 7                     |
| 2016 | "Beside Me"                         | 3                     |
| 2016 | "Love Is to Give"                   | 14                    |
| 2016 | "You Call It Romance" (av K.Will)   | 2                     |